# Dlhá Ves
Dlhá Ves es un municipio del distrito de Rožňava en la región de Košice, Eslovaquia, con una población estimada a final del año 2024 de 527 habitantes.
Se encuentra ubicado al oeste de la región, en la cuenca hidrográfica del río Hernád, y cerca de la frontera con la región de Banská Bystrica y Hungría.

## Demografía
| Año        | 1994 | 2004    | 2014    | 2024    |
| ---------- | ---- | ------- | ------- | ------- |
| Población  | 660  | 598     | 564     | 527     |
| Diferencia |      | −9,39 % | −5,68 % | −6,56 % |

| Año        | 2023 | 2024    |
| ---------- | ---- | ------- |
| Población  | 515  | 527     |
| Diferencia |      | +2,33 % |